# النظارة السوداء (فلم)
النظارة السوداء فيلم أنتج سنة 1963، من بطولة نادية لطفي وأحمد مظهر وأحمد رمزي.

## قصة الفيلم
(مادي) فتاة من الوسط الإرستقراطي، تعيش بلا هدف في الحياة، وبسبب ثراءها يجتمع الشباب حولها، تقابل (عمر) المهندس الذي يؤمن بأن الإنسان لا يمكن أن يدرك السعادة وهو بلا نفع في الحياة ويعيش على أهواء الآخرين، تجد فيه رفيقًا من نوع جديد يثير اهتمامها، في حين أن (عمر) يجد في (مادي) فتاة تافهة ويسعى لإعطاءها الأمل في الحياة، وتتوالى الأحداث التي سيوثر فيها كلٍ منهما على الأخر.

## أبطال الفيلم
- نادية لطفي بدور مادي
- أحمد مظهر بدور عمر
- أحمد رمزي بدور عزيز
- سناء مظهر بدور مرفت
- عبدالخالق صالح
- أبو بكر عزت
- كريمة الشريف
- خليل بدر الدين بدور الوالي
- عنايات يوسف
- فائق بهجت
- سيد عبدالله
- سعاد عبدالله

## روابط خارجية
- مقالات تستعمل روابط فنية بلا صلة مع ويكي بيانات